# The Voice Dominicana
The Voice Dominicana, es un concurso de talentos dominicano, producido por ProCapital Film Studios y Four and Four Production. Este formato consiste en elegir entre un grupo de concursantes, a aquellos que destaquen por sus cualidades vocales, sin que su imagen influya en la decisión del jurado, integrado por conocidos artistas. The Voice Dominicana, es la versión dominicana del exitoso programa de NBC The Voice. El programa, se estrenó en 2021 por Telesistema 11.

## Información general
The Voice Dominicana, se basaba en un formato de competición similar de los Países Bajos. El ganador de este reality, recibe un contrato discográfico con Universal Music.

### Historia
El formato de The Voice, fue ideado por John de Mol, creador de Gran Hermano, y se diferencia de otros talent shows de canto, porque soló se evalúa el potencial de voz, sin darle importancia al aspecto físico de los participantes.
Se trata de un formato extranjero, producido en diferentes lugares del mundo con mucho éxito en 2011. The Voice Dominicana, cuenta con un jurado de cuatro profesionales, quiénes de espaldas a los participantes los escucharán cantar. Cuándo a alguno de ellos les guste lo que oyen, el jurado famoso en cuestión aprieta un botón y su silla se dará vuelta, convirtiéndolo así en el "entrenador" de ese concursante. Si dos o más entrenadores dan vuelta sus sillas, el concursante deberá elegir, en qué equipo quedarse.
Lo que hace diferente a La Voz de cualquier otro programa de talento es, que durante las audiciones a ciegas, los participantes solo podrán ser elegidos por su voz. Es decir, estas cuatro personalidades de la música estarán de espaldas a los participantes, por lo que nada sobre su aspecto físico podrá intervenir para ser seleccionados como parte del programa, sin importar ningún rasgo físico que tengas, incluso el género musical que el participante quiera interpretar, como por ejemplo, pop, rock, regional mexicano, jazz, o cualquier otro.
De esta forma, el concurso se subdivide en diferentes fases: la primera instancia de las audiciones a ciegas, las batallas y el duelo entre equipos con shows preparados para las galas especiales y la presentación en vivo.

### Coaches / Entrenadores
| Temporada | Entrenadores | Entrenadores  | Entrenadores | Entrenadores         | Entrenadores |
| --------- | ------------ | ------------- | ------------ | -------------------- | ------------ |
| 1         | Juan Magán   | Milly Quezada | Nacho        | Musicólogo The Libro |              |

Galería de entrenadores
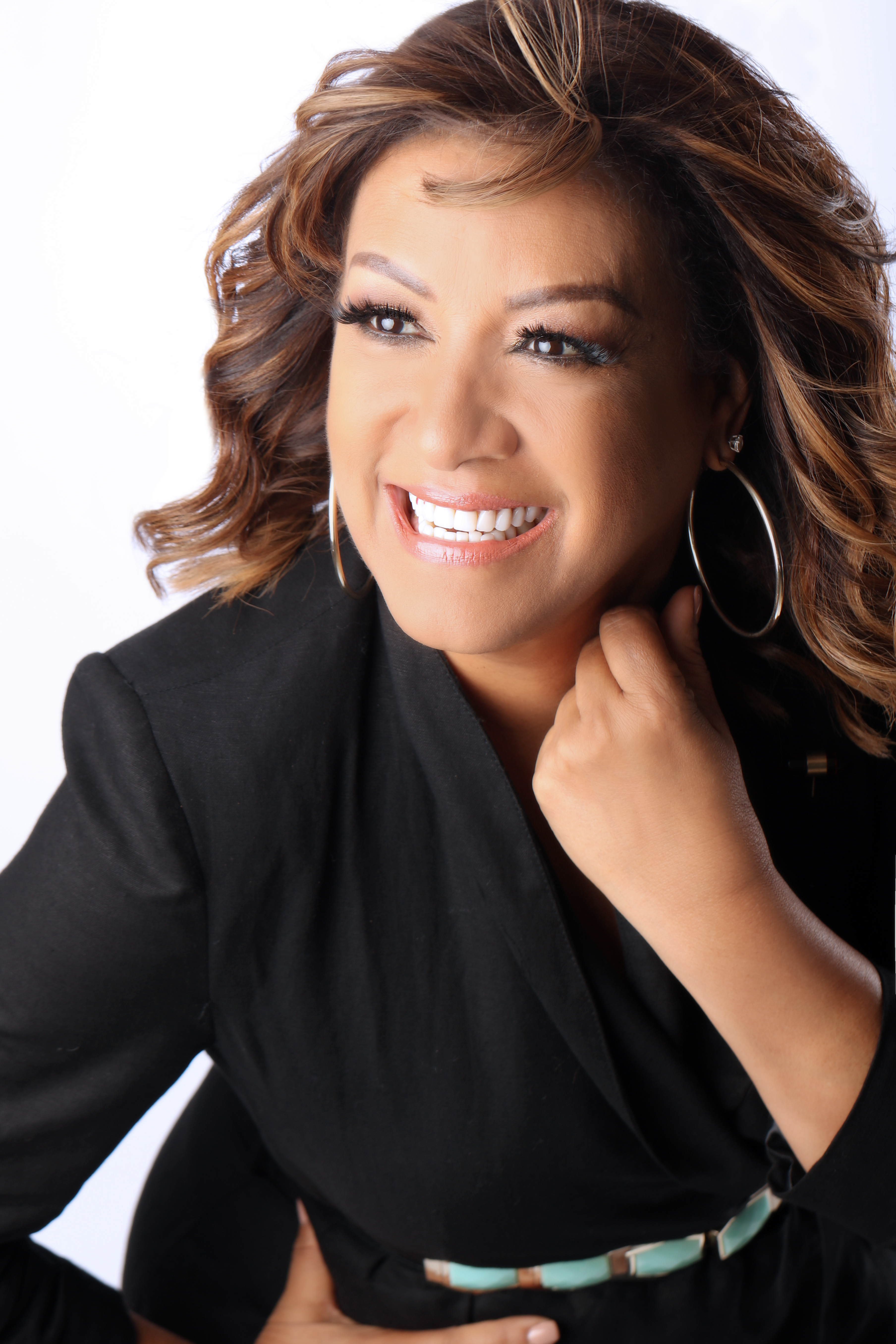
Milly Quezada (2021)
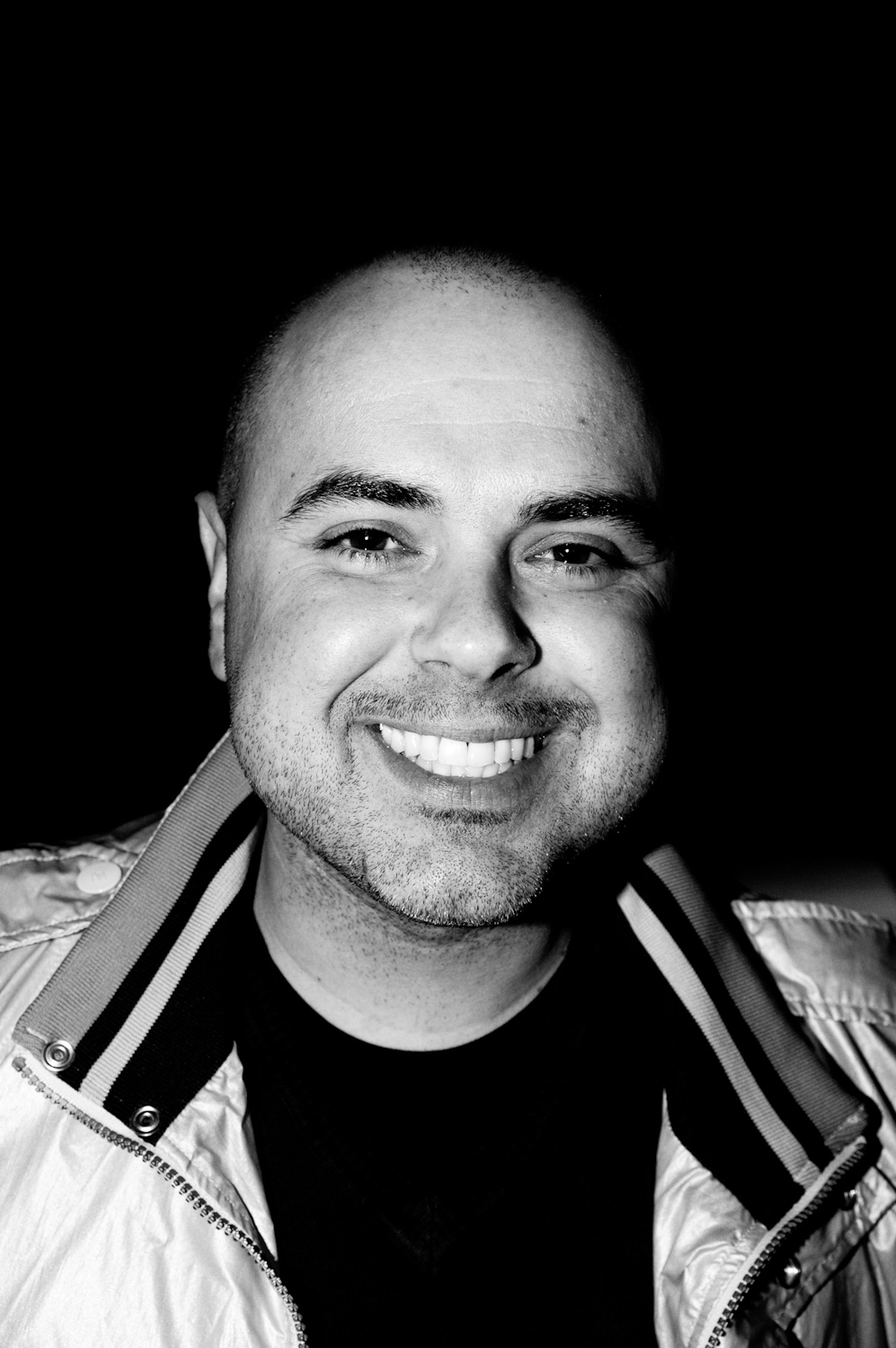
Juan Magán (2021)
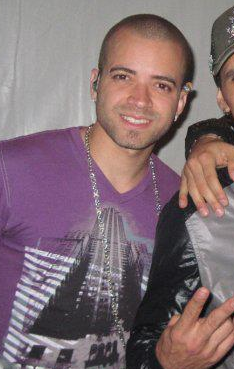
Nacho (2021)
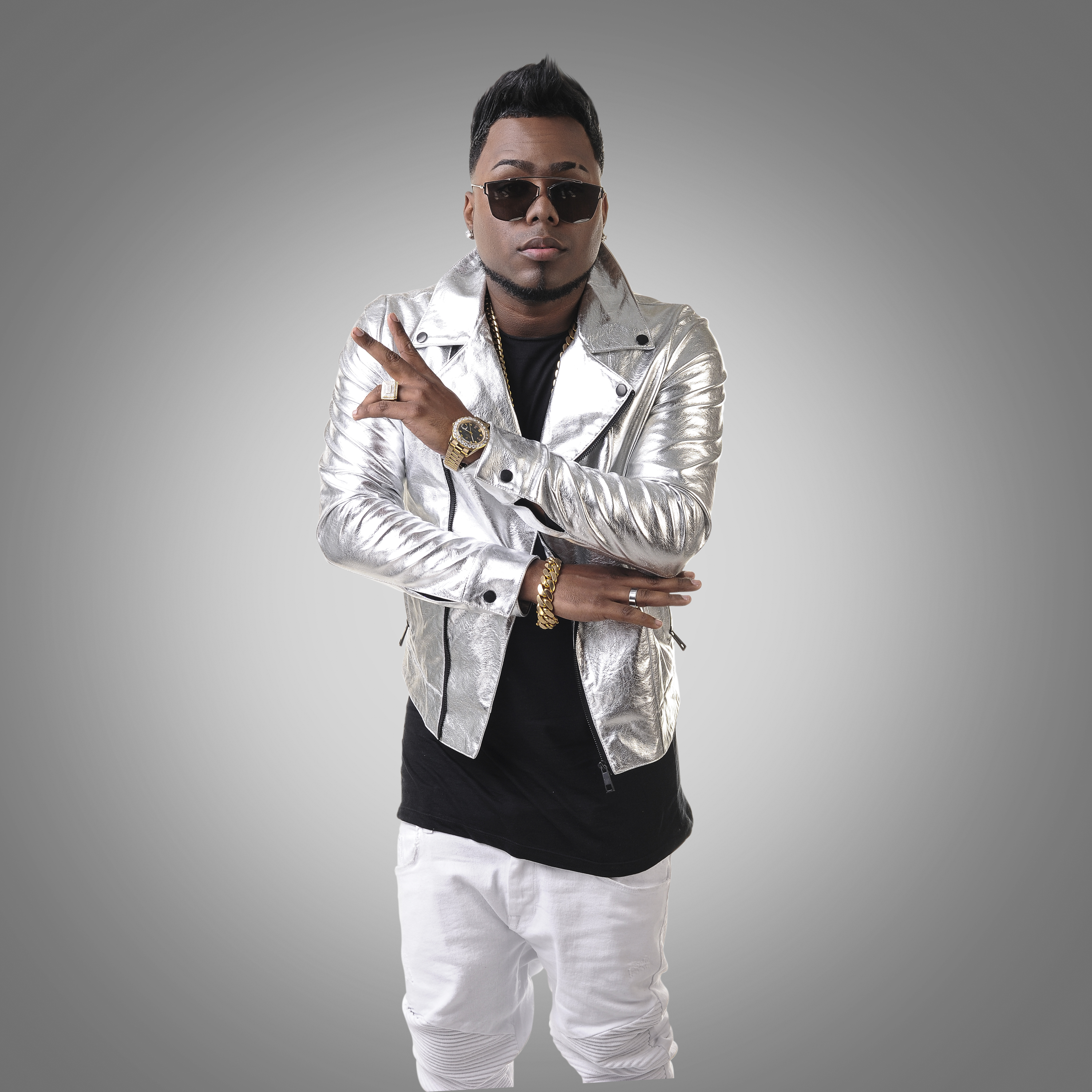
Musicólogo The Libro (2021)

## Etapas de The Voice Dominicana
Se ha empleado una nueva elección de un artista en el programa, en lo cual, es la nueva forma de encontrar a un nuevo talento, los cuales son:

### Casting presencial
En el casting presencial se seleccionan a los que participarán a lo largo del programa en sus 4 emisiones. No asisten los entrenadores sino miembros del equipo del programa. El casting es presencial en cualquiera de las siguientes ciudades:
- Primera temporada: Santo Domingo,[3] Santiago,[4] Punta Cana y  Peravia.

### Etapa 1: Las audiciones a ciegas
Los cuatro entrenadores estarán de espaldas a los participantes y se guiaran solo por su voz. Si la voz del participante es agradable a los entrenadores apretaran un botón ("Quiero tu voz") que hará girar su silla frente al participante, para finalmente conocerlo e indicar que el participante ha sido seleccionado. Si más de un entrenador aprieta el botón, el participante tendrá la opción de decidir con cual de los entrenadores quiere entrenarse en esta competencia, pero si un entrenador es el único que aprieta el botón, automáticamente, el participante se va a su equipo. Si ninguno de los entrenadores oprime el botón, significa que el participante queda eliminado. Se introdujo el "Bloqueo" que impedirá a un entrenador optar por un participantes.

### Etapa 2: Las batallas
Esta es la segunda etapa; los entrenadores se verán obligados a reducir su equipo a la mitad, así que subirán a dos integrantes (o tres integrantes, según sea el caso) de su equipo a cantar juntos en un ring, quienes se enfrentarán y demostrarán quién tiene la mejor voz. Al final cada entrenador tomara la decisión de salvar a uno para pasar a la siguiente etapa, y el otro quedará eliminado, sin embargo, esta la modalidad del "Robo", donde el eliminado se encontrará apto para ser Robado por otros entrenadores a través de apretar el botón "Quiero tu voz", pero si más de un entrenador aprieta el botón, el participante elegirá a su nuevo entrenador. Para que los entrenadores tengan una elección de la voz en esta etapa, son asesorados por otros cantantes de importancia en el medio.

### Etapa 3: Los shows en vivo
En esta etapa ingresan las 8 mejores voces de cada equipo, que harán una presentación grupal y luego cantaran como solistas. Al terminar este programa los televidentes votan y salvan a algunos participantes. Los salvados pasan a la próxima fase de Los Shows en Vivo. Luego seguirán la Semi-Final y La gran Final y consagrara a uno como The Voice Dominicana.

### Coaches / Entrenadores
| Temporada | Entrenadores | Entrenadores  | Entrenadores | Entrenadores         | Entrenadores |
| --------- | ------------ | ------------- | ------------ | -------------------- | ------------ |
| 1         | Juan Magán   | Milly Quezada | Nacho        | Musicólogo The Libro |              |

Galería de entrenadores
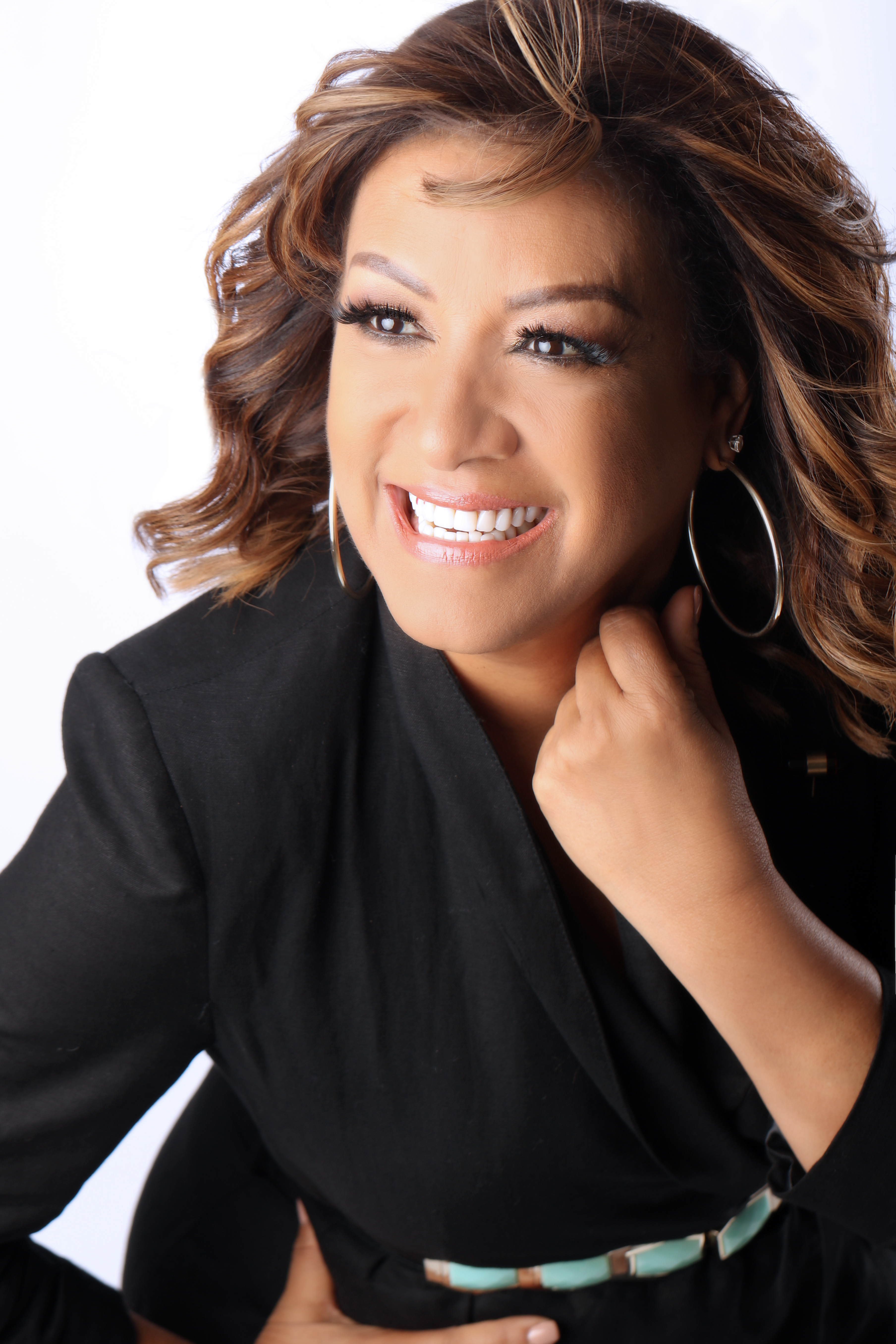
Milly Quezada (2021)
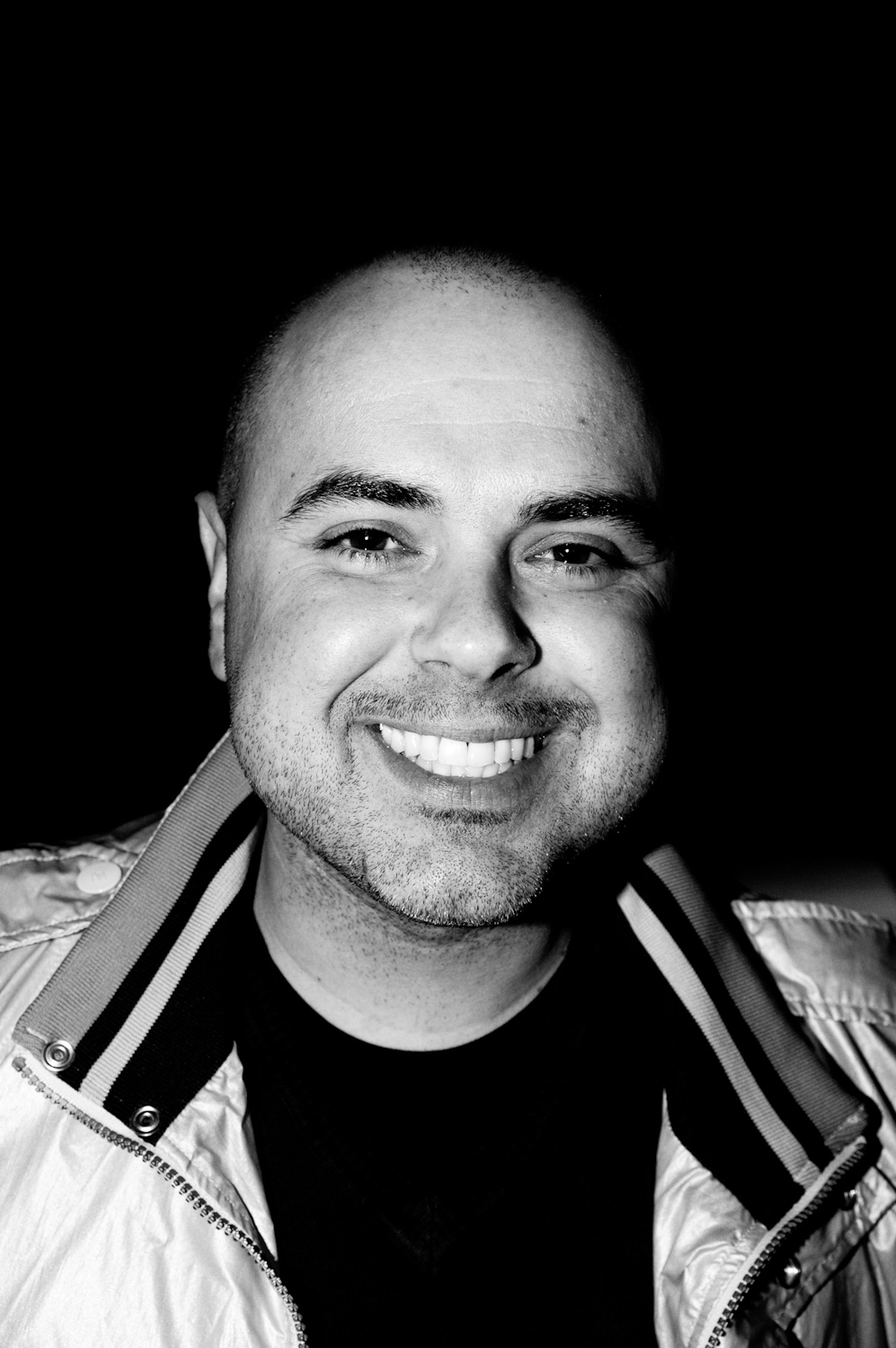
Juan Magán (2021)
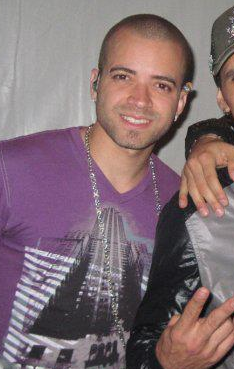
Nacho (2021)
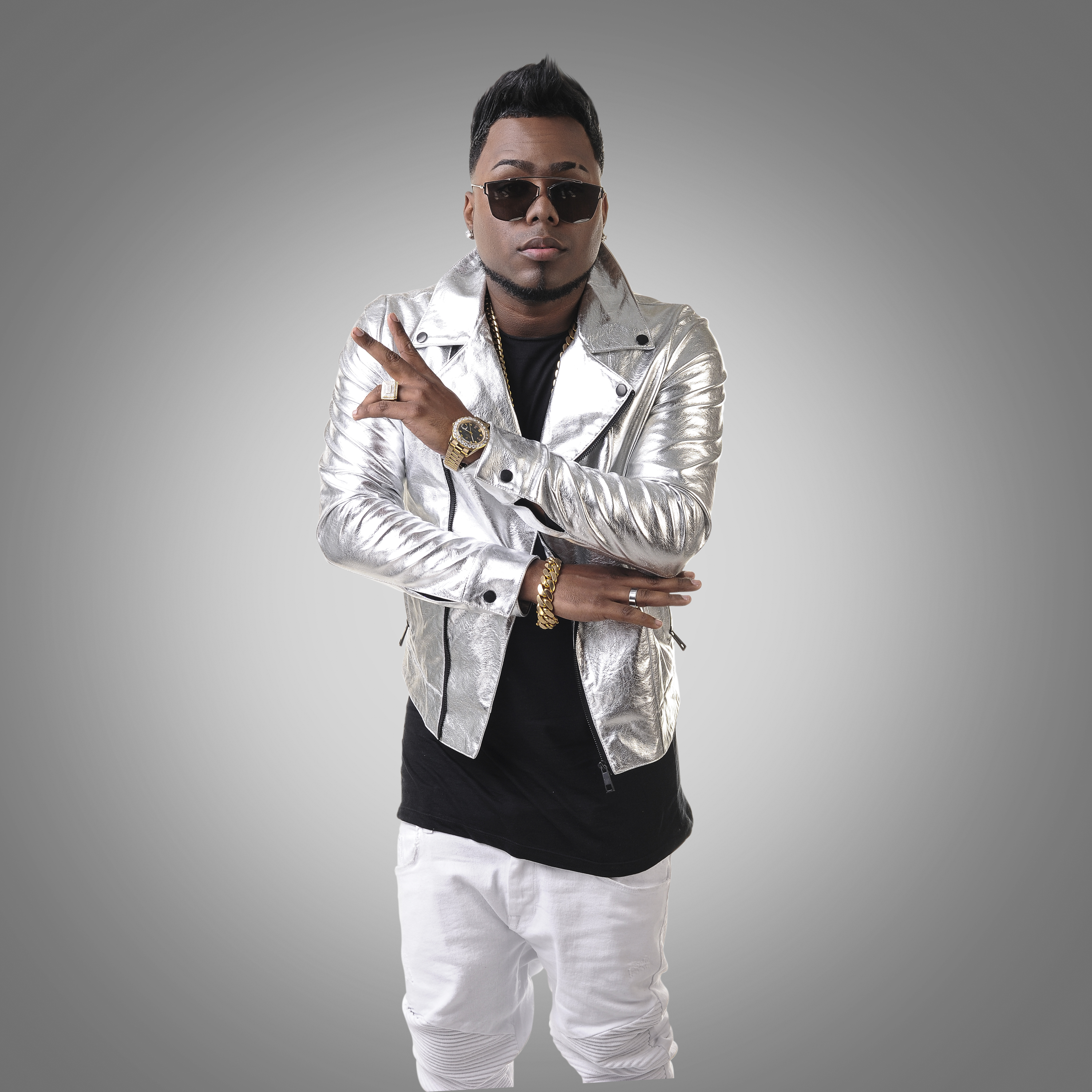
Musicólogo The Libro (2021)

## Equipo

### Presentadores
| Luz Garcia  |
| Jhoel López |

### Coaches
|  | Milly Quezada        |
|  | Musicólogo The Libro |
|  | Juan Magán           |
|  | Nacho                |
|  | Alex Matos           |
|  | Eddy Herrera         |

## Asesores de entrenadores
| Estación | Juan Magán   | Milly Quezada  | Nacho       | Musicologo The Libro |
| -------- | ------------ | -------------- | ----------- | -------------------- |
| 1        | Yiyo Sarante | Johnny Ventura | Miriam Cruz | Mark B               |

## Equipos (Por Orden de Sillas)
| Temporada | Coaches / Entrenadores | Coaches / Entrenadores | Coaches / Entrenadores | Coaches / Entrenadores |
| 1         | Juan Magán             | Milly Quezada          | Nacho                  | Musicólogo The Libro   |
| --------- | ---------------------- | ---------------------- | ---------------------- | ---------------------- |

     1.º lugar
     2.º lugar
     3.er lugar
     4.º lugar
     Sin finalista
- Los finalistas de cada equipo están ubicados al principio de la lista, en negrita.
- Los participantes están listados en el orden en el cual fueron siendo eliminados.
- Los participantes están ordenados según la temporada en la cual han participado y el entrenador con el que participaron.

## Resumen
| Temporada | Estreno             | Final                 | The Voice Dominicana | Segundo Lugar     | Otros finalistas | Coach ganador | Presentador             | Backstage | Coaches    | Coaches       | Coaches      | Coaches              |
| Temporada | Estreno             | Final                 | The Voice Dominicana | Segundo Lugar     | Otros finalistas | Coach ganador | Presentador             | Backstage | 1          | 2             | 3            | 4                    |
| --------- | ------------------- | --------------------- | -------------------- | ----------------- | ---------------- | ------------- | ----------------------- | --------- | ---------- | ------------- | ------------ | -------------------- |
| 1         | 4 de julio de 2021  | 31 de octubre de 2021 | Yohann Amparo        | Chrushman Saul    | Ariel Assad      | Milly Quezada | Luz García, Jhoel Lopez | N/A       | Juan Magan | Milly Quezada | Nacho        | Musicólogo the Libro |
| 1         | 4 de julio de 2021  | 31 de octubre de 2021 | Yohann Amparo        | Chrushman Saul    | Alex Suarez      | Milly Quezada | Luz García, Jhoel Lopez | N/A       | Juan Magan | Milly Quezada | Nacho        | Musicólogo the Libro |
| 2         | 12 de junio de 2022 | 23 de octubre de 2022 | Adriana Green Ortiz  | Deborah Henristal | Dalenny Lopez    | Milly Quezada | Luz García, Jhoel Lopez | Ana Beato | Alex Matos | Milly Quezada | Eddy Herrera | Musicólogo the Libro |
| 2         | 12 de junio de 2022 | 23 de octubre de 2022 | Adriana Green Ortiz  | Deborah Henristal | Yunior Cruz      | Milly Quezada | Luz García, Jhoel Lopez | Ana Beato | Alex Matos | Milly Quezada | Eddy Herrera | Musicólogo the Libro |